# Gereformeerde kerk (Beetgumermolen)
De gereformeerde kerk van Beetgumermolen is een kerkgebouw in Beetgumermolen in de Nederlandse provincie Friesland.

## Beschrijving
De gereformeerde kerk en de naastgelegen pastorie dateren uit 1925. De kruiskerk werd in expressionistische stijl gebouwd naar ontwerp van Ane Nauta. Voor decoratieve elementen werd er gebruikgemaakt van gekleurd glas. Aan de zuidoostzijde bevindt zich een toren met wimbergen en een tentdak. Het orgel uit 1899 is gemaakt door Bakker & Timmenga. Het kerkgebouw is een rijksmonument.

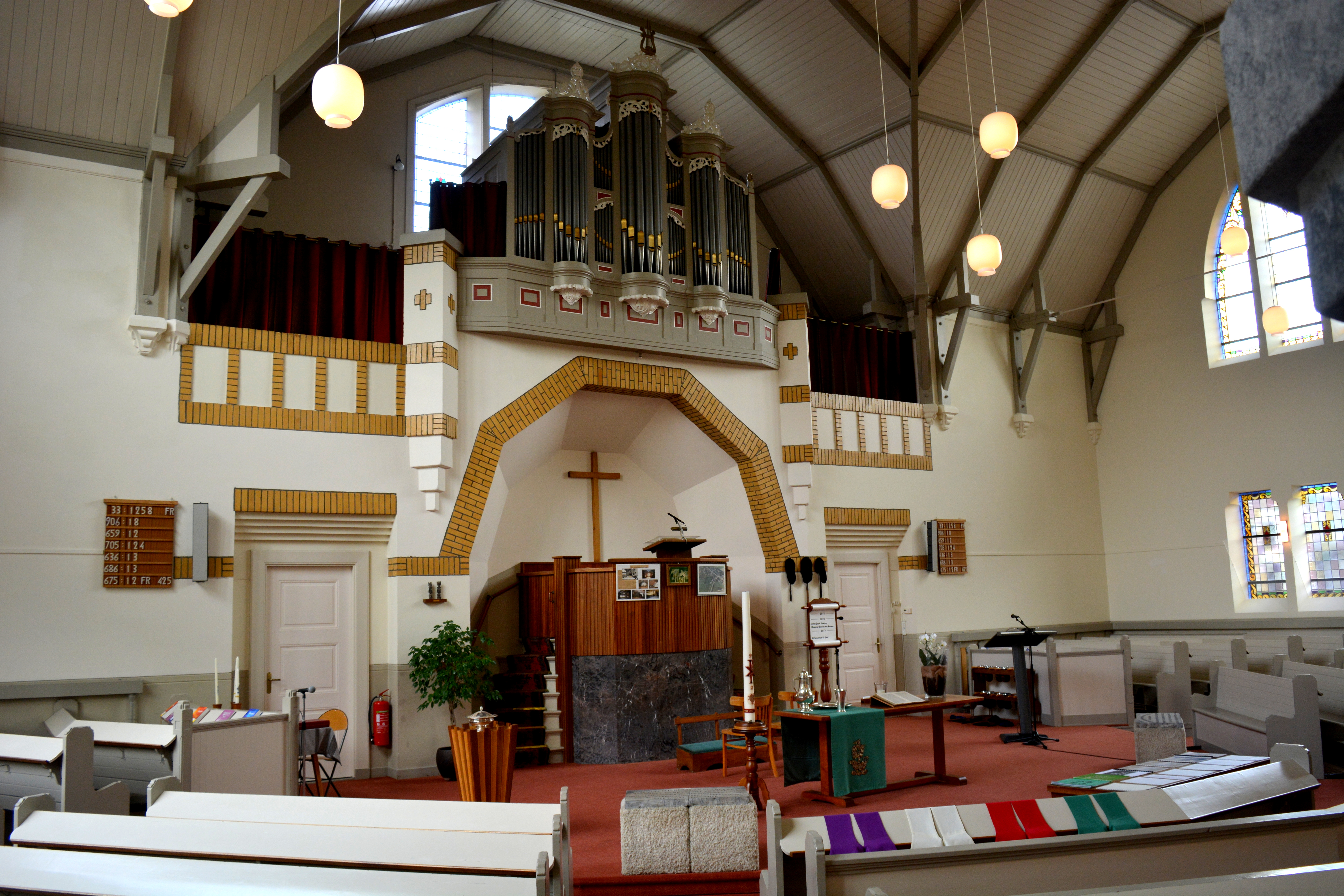
Interieur (2017)
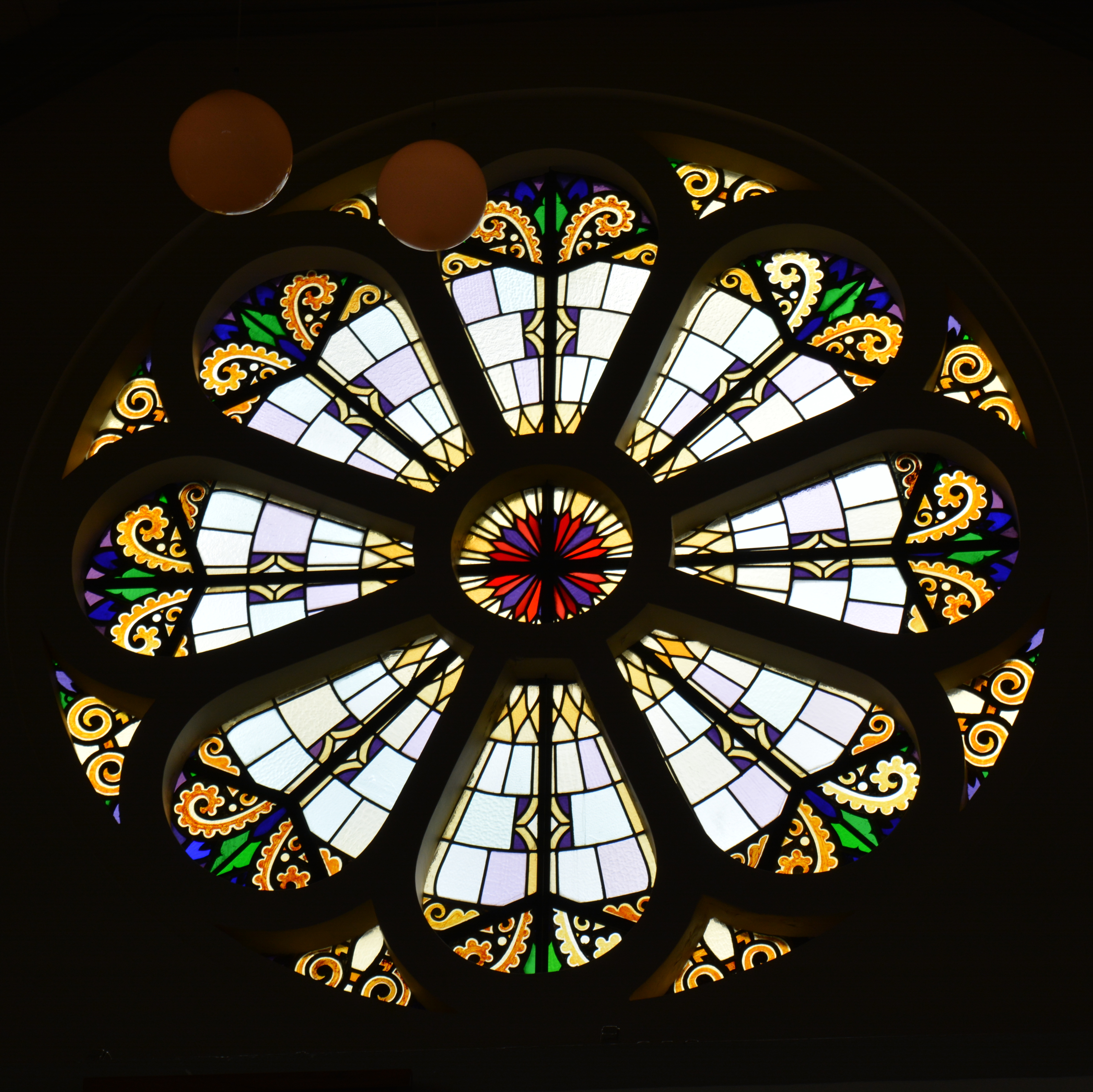
Roosvenster
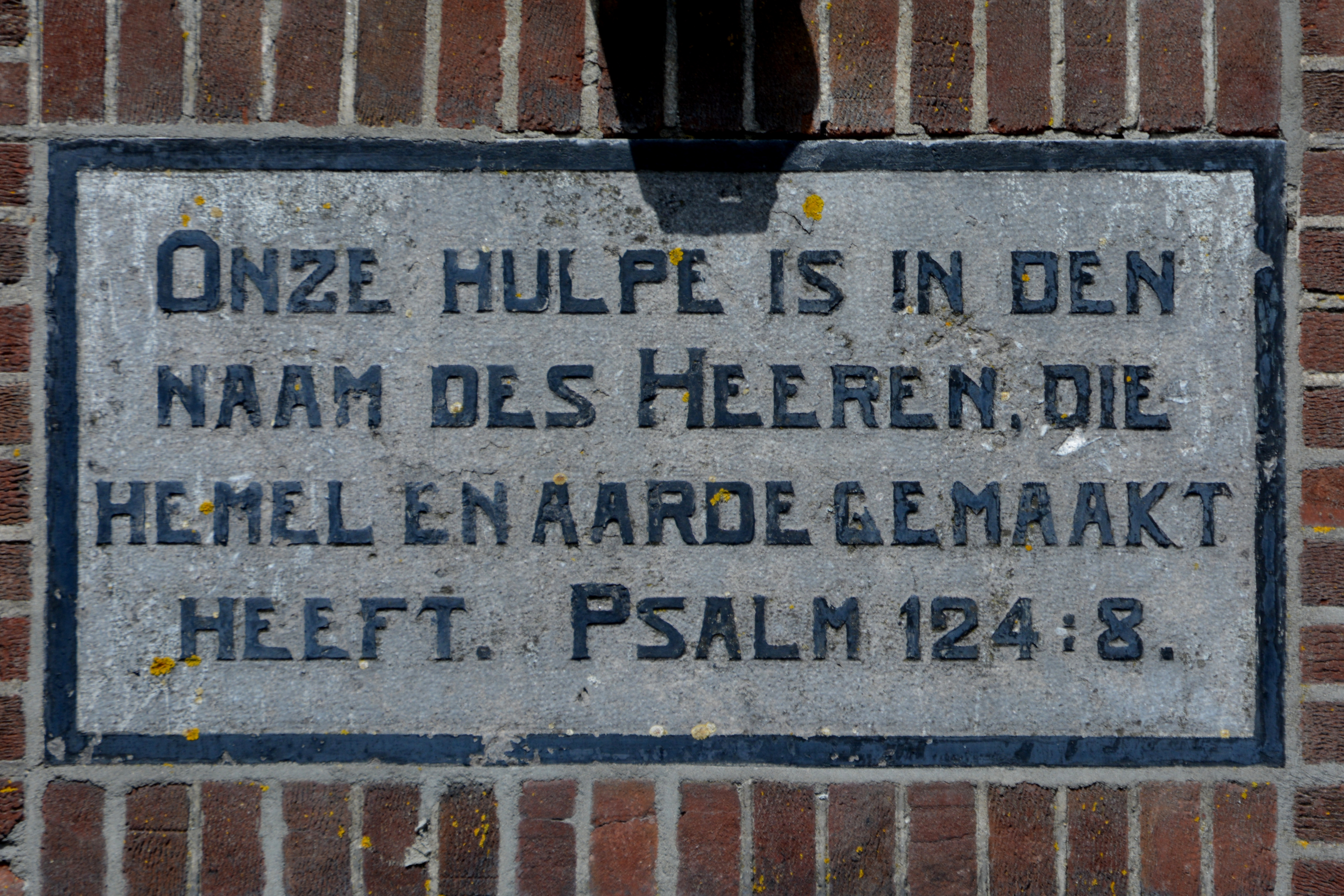
Gevelsteen